# Estiu violent
Estiu violent (títol original en italià: Estate violenta) és una pel·lícula franco-italiana dirigida per Valerio Zurlini el 1959. Ha estat doblada al català.

## Argument[2]
La ciutat costanera de Riccione, durant l'estiu de 1943. Sense preocupar-se de la Segona Guerra Mundial que ha passat de llarg d'aquest indret fins llavors, la gent jove porta una vida despreocupada. Carlo, un d'ells, fa amistat amb una jove vídua de guerra, Roberta. Aviat, la seva relació evoluciona cap a una boja passió...

## Repartiment
- Eleonora Rossi Drago: Roberta Parmesan
- Jean-Louis Trintignant: Carlo Caremoli
- Lilla Brignone: La mare de Roberta
- Enrico Maria Salerno: Ettore Caremoli, el pare de Carlo
- Raf Mattioli: Giorgio
- Cathia Caro: Serena
- Jacqueline Sassard: Rossana
- Federica Ranchi: Maddalena
- Giampiero Littera: Daniele
- Bruno Carotenuto: Giulio
- Tina Gloriana: Emma
- i Nadia Gray, Xenia Valderi

## Premis i nominacions
- 1960: Ruban d'argent a la millor actriu del Festival de cinema de Taormina per Eleonora Rossi Drago
- 1960: Millor música de film del Festival de cinema de Taormina per Mario Nascimbene
- 1960: Premi a la millor actriu del Festival del Mar del Plata per Eleonora Rossi Drago